# Stian Aasmundsen
Stian Aasmundsen (Tønsberg, Noruega, 2 de noviembre de 1989) es un futbolista noruego. Juega de mediocampista y su equipo actual es el Eik Tønsberg de la 3. divisjon de Noruega.

## Clubes
| Club                | País    | Año           | PJ | Goles |
| ------------------- | ------- | ------------- | -- | ----- |
| Mjøndalen IF        | Noruega | 2013-2015     | 73 | 7     |
| Jönköpings Södra IF | Suecia  | 2016-2017     | 39 | 2     |
| Kristiansund BK     | Noruega | 2018-2019     | 27 | 4     |
| Mjøndalen IF        | Noruega | 2019-2021     | 79 | 4     |
| Eik Tønsberg        | Noruega | 2022-presente | 0  | 0     |